# به نیویورک خوش آمدید (فیلم ۲۰۱۴)
به نیویورک خوش آمدید (به انگلیسی: Welcome to New York) فیلمی محصول سال ۲۰۰۶ و به کارگردانی ایبل فرارا است. در این فیلم بازیگرانی همچون ژرار دوپاردیو، جکلین بیسیت، درنا د نیرو، پال کالدرون، رونالد گوتمن، اورلی کلودل و آن دوانگ ایفای نقش کرده‌اند.